# Raoul Salan
Pour les articles homonymes, voir Salan.
Raoul Salan, né le 10 juin 1899 à Roquecourbe (Tarn) et mort le 3 juillet 1984 à Paris, est un général français, grand-croix de la Légion d'honneur et médaillé militaire, qui a pris part au putsch des généraux à Alger en 1961.
Appelé le général le plus décoré de l'armée française, son état de service porte de 1917 à 1960, année où il prend sa retraite. 
Au cours de la Première Guerre mondiale, il s'engage en août 1917 et combat dans le 5e régiment d'infanterie coloniale (5e RIC). Après la guerre, il sert dans l'armée du Levant en 1921, où il est gravement blessé en Syrie en octobre, puis presque sans interruption en Indochine de 1924 à 1937. Pendant la Seconde Guerre mondiale, il s'illustre notamment comme colonel à la tête du 6e régiment de tirailleurs sénégalais (6e RTS) lors de la libération de Toulon en août 1944. Promu général de division en 1947, il est nommé commandant supérieur des troupes en Extrême-Orient en 1948. Après la mort du maréchal de Lattre, il lui succède comme commandant en chef des forces françaises en Indochine en janvier 1952, poste qu'il quitte en mai 1953, après avoir été fait grand-croix de la Légion d'honneur en août 1952.
Général d'armée, il est nommé en novembre 1956 commandant supérieur des forces armées en Algérie par le gouvernement Guy Mollet dans un contexte d'escalade de la guerre. Sous sa responsabilité, l'usage de la torture, déjà présent au sein de l'armée française, devient une pratique massive et institutionnalisée pendant la bataille d'Alger. Il échappe à un attentat perpétré par des partisans de l'Algérie française en janvier 1957, et, après le coup d'État du 13 mai 1958, il entre en contact avec le général de Gaulle qui le nomme délégué général du gouvernement en Algérie en juin 1958. Il est décoré de la médaille militaire en juillet de la même année. Remplacé par le général Challe en  1958, il devient gouverneur militaire de Paris en 1959.  
Partisan jusqu'au-boutiste de l'Algérie française, il participe en avril 1961 au putsch des généraux à Alger, qui faute de soutien populaire et militaire, échoue au bout de quelques jours (22-26 avril). Refusant de se rendre, Salan bascule dans la clandestinité et prend la tête de l'Organisation armée secrète (OAS), qui s'oppose à l'indépendance de l'Algérie en menant des campagnes d'attentats aussi bien sur le sol algérien qu'en métropole. 
Salan est jugé une première fois in absentia et condamné à mort par contumace le 11 juillet 1961 par le Haut Tribunal militaire pour sa participation au putsch des généraux et son rôle de chef de l'OAS. Après son arrestation à Alger le 20 avril 1962, il est jugé une seconde fois, en sa présence. Son procès s'ouvre  le 15 mai 1962 au Palais de Justice de Paris. Bénéficiant de circonstances atténuantes qui lui évitent la peine de mort, il est condamné le 23 mai 1962 à la réclusion criminelle à perpétuité. Il est gracié en juin 1968 par de Gaulle, puis amnistié en juillet 1968. Il est réhabilité par la loi d'amnistie du 3 décembre 1982, sous le premier septennat de François Mitterrand, qui en avait fait une promesse de campagne.

## Biographie

### Famille
Fils de Louis Théophile Arthur Salan, employé des contributions indirectes et de Emma Maria Emilie Roucayrols, Raoul Albin Louis Salan naît le 10 juin 1899 à Roquecourbe, dans la demeure de son grand-père, Louis Roucayrols.
Il passe à Roquecourbe une enfance paisible, à la campagne. Son père ayant accepté un poste de fonctionnaire à Nîmes comme chef de poste des contributions indirectes, il est élève du lycée de Nîmes et obtient une bourse nationale. Il entre à Saint-Cyr avec une dispense d'âge en 1917.
Alors qu'il revient en métropole en avril 1937 avec son fils ainé Victor, né hors mariage le 23 mars 1932 à Muong-Sing (Laos), sur le paquebot Chenonceaux, Raoul Salan fait la connaissance de Lucienne Bouguin, une fille d'hôteliers de Vichy, alors séparée de son mari plus âgé, un administrateur colonial. Salan l'épouse le 14 mars 1939 à Paris 7e, à presque 40 ans. Le couple a deux enfants, Hugues (né le 30 juin 1943 à Dakar, Sénégal, qui meurt un an plus tard, le 1er juin 1944, à Alger) et Dominique (née le 15 mars 1946 à Hanoï). Cette dernière a été rapatriée en France en septembre 1946, sur le paquebot Maréchal Joffre.
Son frère, Georges Salan, ancien résistant et militant communiste, médecin de profession, voit son cabinet nîmois plastiqué par un commando de l'OAS,, le 21 janvier 1961.
Selon sa fille, les modèles du général Salan sont le général Charles Mangin et le maréchal Joseph Gallieni.

### Première Guerre mondiale (1917-1918)
Engagé pour la durée de la guerre le 2 août 1917, il est admis à l'École spéciale militaire de Saint-Cyr le 21 août 1917 dans la promotion La Fayette. Sorti aspirant le 25 juillet 1918, il est affecté au 5e régiment d’infanterie coloniale (RIC) à Lyon le 14 août 1918.
Chef de section à la 11e compagnie, il participe aux combats dans la région de Verdun (Saint-Mihiel, Les Éparges, Fort de Bois-Bourru, Côte de l’Oie, Cumières-le-Mort-Homme). Il est cité à l’ordre de la brigade par l’ordre en date du 29 décembre 1918.

### Entre-deux-guerres (1919-1939)
Il est affecté à l’armée d’occupation en Allemagne jusqu’en mai 1919, puis il retourne à l’École spéciale militaire de Saint-Cyr le 7 mai 1919. Il est nommé sous-lieutenant à titre définitif le 21 septembre 1919 et affecté au régiment d’infanterie coloniale du Maroc (actuel régiment d'infanterie-chars de marine), à Landau, dans le sud-ouest de l'Allemagne, le 3 décembre 1919.
Sur sa demande, il est envoyé au Levant au 17e régiment de tirailleurs sénégalais (RTS), en tant que chef de poste à Radjou, en Syrie mandataire sur la frontière avec la Turquie. Il est promu lieutenant le 11 septembre 1921, grièvement blessé au combat d’Accham le 24 octobre 1921.
Il est à nouveau cité à l’ordre de l’armée et nommé chevalier de la Légion d'honneur, il est décoré sur son lit d’hôpital, à Alep, par le général Gouraud, haut-commissaire au Levant.
Il fait l'objet d'un rapatriement sanitaire le 25 janvier 1922, est soigné à l’hôpital Sainte-Anne à Toulon, puis au Val-de-Grâce à Paris, est affecté pendant sa convalescence au 23e RIC à Paris et désigné sur sa demande pour l’Indochine le 2 janvier 1924.
Il est alors affecté au 3e régiment de tirailleurs tonkinois comme adjoint au chef de poste de Nguyen-Binh (en) (sur la RC4 au-delà de Cao Bang dans le haut-Tonkin) qu’il rejoint le 15 avril 1924. Détaché hors-cadre le 14 décembre 1924, il est délégué administratif du Commissaire du gouvernement chef de la province du Haut-Mékong, à Muong Sing, aux confins de la Chine, de la Birmanie et du Siam, du 15 avril 1925 au 26 mai 1928. Après un retour en métropole du 6 juillet 1928 au 2 août 1929, il assure, en position hors-cadre, l’intérim du Commissaire du Gouvernement, Lapeyronie, pour la province du Haut-Mékong, à Houei Sai. Il est promu capitaine le 25 mars 1930 et retourne à Muong Sing en mars 1931, rédige un Manuel de lecture de la langue « Lu » et « Youne » avec traduction correspondante en langue laotienne. Il quitte l’Indochine pour la métropole le 28 avril 1933.
Il prend le commandement de la Compagnie d'essais techniques le 1er décembre 1933 et participe avec cette unité à des manœuvres au Larzac au printemps 1934, puis est renvoyé en Indochine le 6 octobre 1934, où il prend le commandement comme capitaine de la 6e compagnie du 19e régiment mixte d’infanterie coloniale tout en assumant les fonctions de délégué administratif de Dinh-Lap au Tonkin.
Avec son fils Victor, âgé de cinq ans, il revient le 8 avril 1937 en métropole. Il est détaché au ministère des Colonies le 1er septembre 1937, comme adjoint au chef du 2e bureau (renseignement), est promu au grade de commandant le 22 mars 1938, devient chef du Service de renseignement intercolonial et est en relation quotidienne avec Georges Mandel, ministre des Colonies à partir d’avril 1938. Il obtient alors le diplôme de Langues-Orientales en Thai et Laotien.
Il mène à l’automne 1939, après la déclaration de guerre de la France à l’Allemagne, une mission secrète au Caire et à Khartoum d’aide à la résistance abyssine contre l’occupation de l’Éthiopie par les troupes italiennes, avec de faux papiers de journaliste du Temps.

### Seconde Guerre mondiale (1939-1945)
Il revient à Paris le 19 novembre 1939. En janvier 1940, il prend la tête d’un bataillon du 44e régiment d’infanterie coloniale mixte sénégalais.
Le 5 juin 1940, Salan est avec son bataillon en première ligne sur la Somme lorsque les Allemands déclenchent leur offensive après l’encerclement et la défaite des forces françaises et britanniques dans la poche de Dunkerque. Il se replie sur ordre avec les restes de son bataillon en menant des actions retardatrices sur la Seine puis sur la Loire.
Il est cité deux fois à l’ordre du régiment par ordres des 12 juillet et 13 juillet 1940, puis à l’ordre de l’armée et promu officier de la Légion d'honneur le 21 août 1940.
Il est ensuite détaché à l’état-major général des Colonies, au Secrétariat d’État aux Colonies à Vichy, le 16 juillet 1940. Il est promu lieutenant-colonel le 25 juin 1941.
Il est désigné pour servir en Afrique-Occidentale française (AOF) le 24 septembre 1941. Le 8 mars 1942 après un séjour à Alger, il rejoint Dakar où il est affecté comme chef du 2e bureau (renseignements) à l’état-major du général Barrau, commandant supérieur en AOF. En sa compagnie, il effectue une tournée du Sénégal, du Soudan français et de la Guinée. Il rédige avec son équipe et celle du 3e bureau une « Instruction sur la conduite de la guerre sur les arrières de l’ennemi » diffusée jusqu’à l’échelon de la compagnie. En décembre 1942, il rallie ouvertement la cause alliée. Il est promu colonel le 25 juin 1943.
Il est désigné pour continuer ses services en Afrique du Nord et arrive à Alger le 31 août 1943 où il est affecté au 2e bureau de l’état-major de l’armée de terre, chargé de l’action psychologique et de la direction du journal Combattant 43 dont l’un des collaborateurs est le peintre André Hambourg. Évincé de son poste par André Le Troquer, commissaire à la Guerre et à l’Air, pour avoir refusé de publier le compte rendu d’une conférence de celui-ci critiquant les cadres de l’armée de 1939-1940, il est mis à la disposition de la 9e division d’infanterie coloniale (DIC) sous les ordres du général Magnan le 4 mai 1944.
Il prend le commandement du 6e régiment de tirailleurs sénégalais (RTS), en Corse, le 30 mai 1944. Il rencontre pour la première fois à Bastia, le 16 juin 1944, le général de Lattre de Tassigny qui a demandé à voir le 6e RTS et son colonel.
Il participe au débarquement de Provence à la tête de son régiment avec lequel il débarque le 19 août 1944 au matin sur la plage de La Nartelle dans le Var. Il atteint Toulon le 26 août 1944, après six jours de combats intenses sur l’axe Solliès-Pont, La Farlède, La Valette-du-Var et Toulon. Le 6e RTS déplore 587 tués, blessés et disparus. Une citation à l’ordre de l’armée rend hommage à ces actions.
Il quitte Toulon le 9 septembre avec son régiment reconstitué par incorporation d'éléments des Forces françaises de l'intérieur (FFI) qui remplacent progressivement les tirailleurs sénégalais du régiment. Par note du 13 octobre 1944, le 6e RTS devient le 6e régiment d’infanterie coloniale (RIC).
Le 14 novembre 1944, le 6e RIC démantèle la résistance allemande dans la poche du Doubs. Le 23 novembre, le régiment est à Blotzheim, dans le sud du Haut-Rhin, alors que les Allemands tiennent de solides têtes de pont sur la rive française du Rhin ; par la suite, il libère Village-Neuf, Huningue, Loechle et l’usine hydroélectrique de Kembs.
Il est appelé au commandement de l’infanterie de la 9e DIC. Raoul Salan est promu général de brigade le 25 décembre 1944. Il a 45 ans. Il participe à la réduction de la poche de Colmar à la fin de Seconde Guerre mondiale : janvier et au début de février 1945. Il est cité à l’ordre de l’Armée et promu commandeur de la Légion d'honneur.

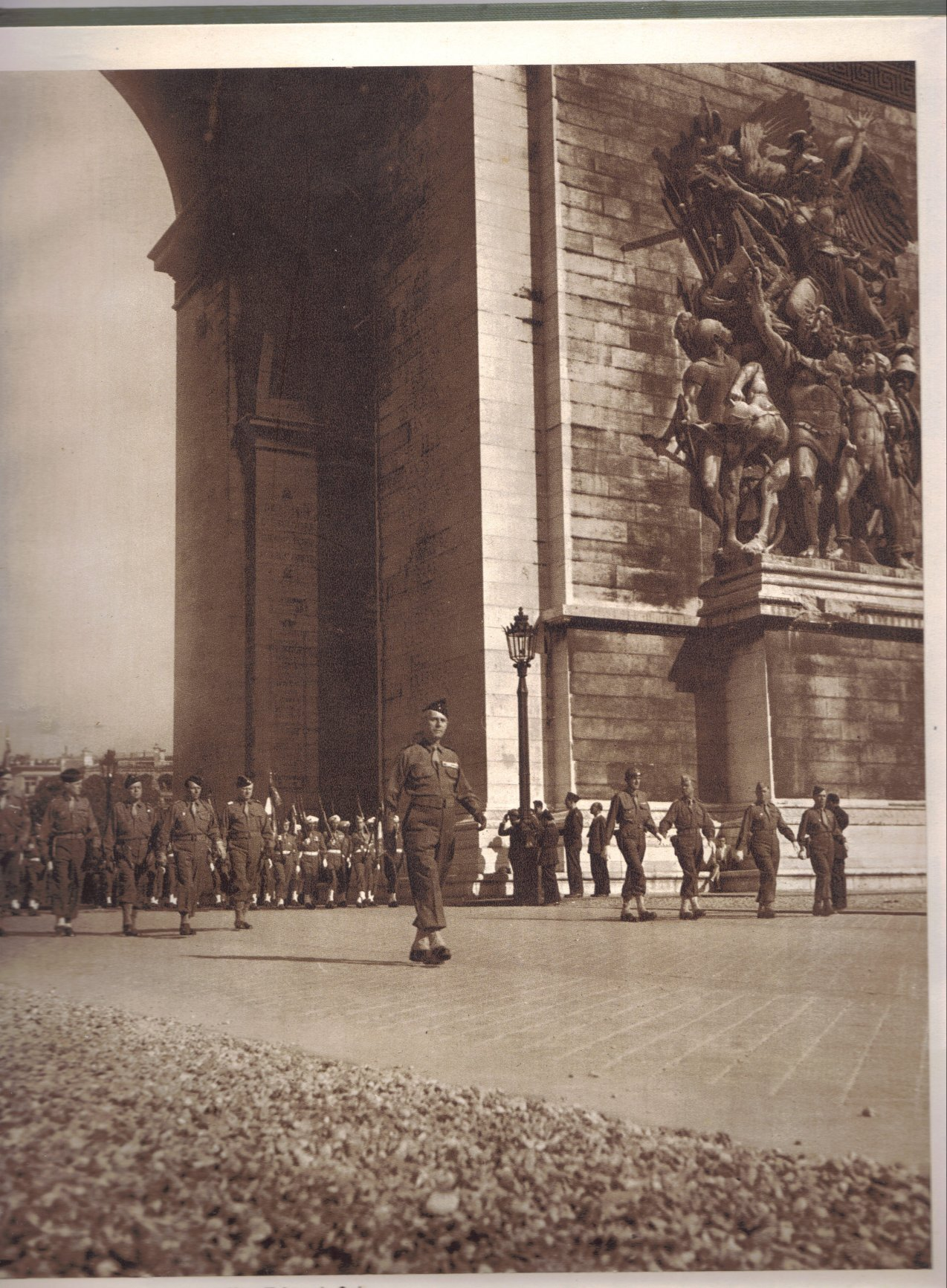
Raoul Salan défilant sur les Champs-Élysées à la tête de la 14e division d'infanterie, le 18 juin 1945.

Le 20 février 1945, il prend le commandement de la 14e division d’infanterie, l’ancienne division du général de Lattre reconstituée à partir d’unités issues des FFI et de FTP (Francs tireurs et partisans), dont la brigade Alsace-Lorraine aux ordres d’André Malraux. Il termine la guerre sur le front européen près de Donaueschingen dans la Forêt-Noire.
Il est cité deux fois à l’ordre de l’Armée, les 29 avril et 2 décembre 1945 pour son action à la tête du 6e RIC et à la tête de l’infanterie de la 9e DIC.

### Guerre d'Indochine (1945-1954)
En octobre 1945, il fait son retour en Indochine en tant que commandant des forces françaises de Chine et d’Indochine du Nord sous les ordres de Leclerc. En novembre 1945, il est dans Hanoï, occupé par les Chinois. Il se rend à Kunming pour reformer les troupes françaises échappées au coup de force japonais du 9 mars 1945. En janvier 1946, il participe aux négociations concernant le départ des troupes chinoises, du Tonkin. En février 1946, il fait la connaissance d'Hô Chi Minh et participera aux négociations avec lui à Đà Lạt en avril-mai 1946. En juillet-septembre 1946, il accompagne Hô Chi Minh aux négociations de Fontainebleau. Il commande les troupes françaises dans le Nord du Viêt-Nam en mai 1947. Le 1er septembre 1947, il devient général de division. De février à avril 1948, il assure l'intérim du général Valluy remplacé par le général Blaizot comme commandant en chef en Indochine. Son adjoint est Pierre-Étienne de Perier. Du 6 décembre 1950 au 5 janvier 1952, il est adjoint militaire du général de Lattre de Tassigny, haut commissaire en Indochine, et devient aussi gouverneur de Cochinchine en 1951-1952, après l'assassinat du général Chanson. Le 1er septembre 1951, il devient général de corps d'armée.
Du 6 janvier 1952 au 8 mai 1953, date à laquelle il est remplacé par Henri Navarre, il est commandant en chef en Indochine. Il mène avec succès la bataille de Na San face à un ennemi très supérieur en nombre. Selon l’historienne Raphaëlle Branche, il y développe une théorie de lutte contre-insurrectionnelle qui inclut l'usage de la torture. Il y crée des dispositifs opérationnels de protection qui sont des équipes mixtes (militaires, gendarmes, policiers) de recherche du renseignement par la torture. Entre juin et octobre 1954, il est adjoint militaire du général Ély, haut commissaire en Indochine En désaccord avec le général Ély, il demande et obtient son rappel en France le 20 septembre. Le 9 octobre, il quitte l'Indochine et est remplacé par le général Pierre-Élie Jacquot.

### Guerre d'Algérie (1956-1958)
Après un intermède parisien de 1954 à 1955, le général Salan est nommé, le 12 novembre 1956, commandant supérieur Interarmées de l'Algérie (10e région militaire) en remplacement du général Henri Lorillot. Il prend ses fonctions à Alger le 1er décembre 1956.

#### Développement de l'usage de la torture
Après avoir théorisé l'usage de la torture lors de la guerre d'Indochine, Raoul Salan applique sa théorie en Algérie. En 1957, il recrée des dispositifs opérationnels de protection (équipes mixtes de militaires, gendarmes et policiers) de recherche du renseignement par la torture,,.

#### Attentat au bazooka (1957)
Le 16 janvier 1957, un attentat au bazooka est commis contre Raoul Salan par l'ORAF, il coûte la vie au commandant Rodier. Les auteurs de l'attentat étaient les « contre-terroristes » Philippe Castille et Michel Fechoz. Le commanditaire, René Kovacs, un médecin algérois militant pour l'Algérie française, voulait remplacer Salan par le général René Cogny, le premier étant perçu comme « le bradeur de l'Indochine » — et donc de l'Algérie — au même titre que Pierre Mendès France.
Castille mit en cause des personnalités de premier plan, Michel Debré et Jacques Soustelle, respectivement sénateur et député gaullistes ainsi que le député Pascal Arrighi (RRRS), mais sans apporter de preuves. L'enquête n'aboutit pas. La fuite de René Kovacs en Espagne à l'aube de son procès l'indignera[Qui ?] particulièrement.

#### Crise de mai 1958
Le 13 mai 1958, après la mise à sac du bâtiment de la Délégation générale en Algérie par des manifestants, il donne son accord au général Massu pour que celui-ci entre dans le Comité de salut public (1958) alors formé à Alger. Dans la soirée, le président du Conseil démissionnaire, Félix Gaillard, lui confirme de nouveau la délégation des pouvoirs civils et militaires en Algérie. Dans la nuit, Pierre Pflimlin, qui vient d'être investi président du Conseil par l'Assemblée nationale, confirme cette délégation.
Le 15 mai, Raoul Salan termine, devant une foule rassemblée à Alger, un discours par « Vive la France ! Vive l’Algérie française ! » puis, poussé par le gaulliste Léon Delbecque, il ajoute « Vive de Gaulle ! ». Cette intervention contribue au retour du général de Gaulle, qui est nommé président du Conseil le 29 mai et investi par l'Assemblée nationale le 1er juin.
Le 6 juin, Raoul Salan reçoit du général de Gaulle la charge et les attributions de délégué général du gouvernement en Algérie cumulées avec celles de commandant en chef des forces en Algérie. Il organise notamment le référendum constitutionnel de septembre 1958 et les élections législatives de novembre suivant. L'emprise sur ces élections de l'autorité militaire, qui favorise certains candidats, est notamment un point de désaccord avec de Gaulle.
Le 11 décembre 1958, Paul Delouvrier est nommé délégué général, et le lendemain, le général Maurice Challe succède au général Salan comme commandant en chef ayant reçu délégation de pouvoirs du gouvernement. De Gaulle, en désaccord avec Salan sur la stratégie à mener en Algérie et voulant réaffirmer l'autorité civile face à l'autorité militaire, le nomme comme inspecteur général de la Défense nationale, poste honorifique puis gouverneur militaire de Paris le 5 février 1959.
Le général Salan quitte le service actif le 10 juin 1960.
Il s’installe à Alger avec sa famille le 30 juillet 1960.
Le 11 septembre 1960, de passage à Paris, il se voit notifier l'interdiction de retourner à Alger.
Le 26 octobre 1960, il donne une conférence de presse à l'hôtel d’Orsay pour réaffirmer son attachement à l’Algérie française.
À la fin du mois d’octobre 1960, menacé d’arrestation, il s'enfuit en Espagne franquiste.

#### Évolution de la relation entre Salan et De Gaulle
Il est intéressant de noter la progression de la relation entre les deux hommes entre le 24 octobre 1958 et le 12 décembre 1958, date à laquelle Salan se voit attribuer les fonctions d’inspecteur général de la Défense et la fin de la mission de délégué général et commandant en chef des Forces en Algérie.
- 24 octobre 1958 : lettre du général De Gaulle à Salan de 404 mots, se terminant par « Soyez, mon cher Salan, bien assuré de mes sentiments de confiance profonde et de sincère amitié. », le texte contenant 4 fois le nom du général Salan lui conférant un ton très personnel, il est intéressant de noter l'insistance sur le mot « cessez-le-feu » et l'utilisation de superlatifs comme « très » à chaque fois qu'une nuance négative se dessine, le ton du courrier restant largement positif.
- 25 novembre 1958 : lettre du général De Gaulle à Salan de 361 mots, se terminant par « À bientôt donc, mon cher Salan. Croyez-moi votre bien cordialement dévoué. », pour la première fois l'intention de mettre fin au poste du général Salan est évoquée, se basant sur le besoin exprimé de mettre en place un effort économique et administratif plus que militaire. Le ton change déjà de façon perceptible.
- 12 décembre 1958 : lettre du général De Gaulle à Salan de 212 mots lui signalant l'éviction de son poste, se terminant par « Veuillez croire, mon cher général, à mes sentiments bien cordiaux. », le ton étant sec et formel.

Passant de rapports de « sincère amitié » à des « sentiments cordiaux » avec sa hiérarchie, en moins de trois mois le général Salan passe d'un poste hautement opérationnel à un poste purement honorifique.

### Putsch des généraux et OAS (1961-1962)
Partisan de l'Algérie française, Salan dirige l'OAS après l'échec du putsch des généraux en 1961. Il est condamné à mort par contumace le 11 juillet 1961. Il est arrêté à Alger le 20 avril 1962, après un an de clandestinité, et condamné à la détention à perpétuité le 23 mai 1962. Il est libéré par grâce présidentielle à la suite des événements de mai 1968.

#### Amendement Salan
Le 25 avril 1961, durant le putsch d'Alger, il adresse un communiqué radio visant à mobiliser huit classes d’Algériens et de reconstituer les Unités territoriales (UT) dissoutes après la « Semaine des barricades » de janvier 1960. Le 11 septembre 1961, entre-temps devenu chef de l’OAS, il envoie une lettre aux parlementaires reformulant sa demande d'avril.

#### Arrestation de Salan
Conscient que la partie sur le terrain était jouée, refusant de fuir au Portugal comme on le lui conseillait, Salan dira que son départ d’Algérie aurait porté aux Européens d'Algérie un coup dont ils ne se seraient plus relevés. Il lui restait une dernière carte à jouer, afin de renverser l'équilibre des forces, une alliance avec le rival et ennemi du FLN, c'est-à-dire le Mouvement national algérien (MNA) dirigé par Messali Hadj.
L'OAS veut maintenir l'autorité des Français. Les messalistes réclament l'indépendance sous certaines conditions dictées par eux, mais admettent la possibilité pour les Européens de rester sur le territoire et de participer au développement de l'économie algérienne. Ce qui est important, c’est que les deux fronts craignent le FLN pour son intransigeance.
Messali Hadj refuse tout contact avec le parti qu'il appelle « Organisation fasciste ». Alors, Salan découragé adresse une lettre à un groupe de messalistes dissidents, le FAAD (Front algérien d'action démocratique).
Le 20 avril 1962, Salan descend de son appartement situé au cinquième étage et se rend à son bureau qui se trouve au rez-de-chaussée du même immeuble, c’est-à-dire au 25 rue Desfontaines où il avait rendez-vous avec Jacques Achard, alias Alpha, chef de l’OAS du secteur Orléans-Marine, lui-même chargé de rencontrer le FAAD.
Une Peugeot noire remonte le boulevard Saint-Saëns, tourne dans la rue Desfontaines et s’arrête. Les gardes du corps de Salan attendent dans une 403 grise dans cette même rue, voient un véhicule dans le rétroviseur, mais pensent qu’il s’agit du commando Delta. Le quartier est encerclé, Jean-Marie Lavanceau (agent infiltré) frappe à la porte du bureau. Salan, Jean Ferrandi et une troisième personne sont à l’intérieur. Lavanceau demande où se trouvent les toilettes, et au même moment quelqu’un sonne. Ferrandi observe par le judas, et crie « Nous sommes faits ». Salan était pris au piège, et avant que ses gardes du corps postés devant l’immeuble ne puissent réagir, les policiers prennent rapidement position en sortant des véhicules blindés. Le chef de l’OAS est bel et bien tombé dans un piège.
Une heure plus tard, Alger apprend par un communiqué de la délégation générale, que Salan a été arrêté lors d'une banale et routinière recherche d’émetteur clandestin.
Nous savons maintenant que les services secrets ont, pendant plus d'un an, préparé prudemment des travaux d'approche et infiltré à l'échelon le plus haut de l'OAS, des agents comme Lavanceau (treize tentatives d'arrestation avaient été infructueuses auparavant).
Peu à peu, les magasins de la ville se ferment. Radio-pirate OAS confirme la nouvelle en ces termes : « Salan reste l'âme et l'esprit de la résistance française. La lutte continue. » Le général Salan est remplacé par le général Paul Gardy, qui est le dernier chef militaire de la branche Algérie de l'OAS.

#### Procès et emprisonnement
Le procès de Salan s'ouvre le 15 mai 1962. L’accusé est défendu par maître Tixier-Vignancour. Après avoir revendiqué ses responsabilités à la tête de l’OAS, Salan est condamné, le 23 mai, par le Haut Tribunal militaire, à la peine de détention criminelle à vie. Ce verdict est considéré par de Gaulle — qui souhaitait que Salan fût fusillé — comme trop clément, ce qui le conduit à dissoudre le tribunal le 27 mai 1962, alors que le général Jouhaud avait été condamné à mort par le même tribunal le 13 avril précédent.
Salan est transféré le 8 décembre 1962, en même temps que le général Jouhaud, à la prison de Tulle, où sont incarcérés les officiers généraux et supérieurs impliqués dans les combats pour l’Algérie française.
Le 29 mai 1968, le général de Gaulle, dont le pouvoir vacille en raison des événements de mai 68, se rend secrètement à Baden Baden et négocie le soutien des militaires avec le général Massu. Le 15 juin 1968, Salan, dernier occupant de la prison de Tulle, est gracié.

### Fin de vie

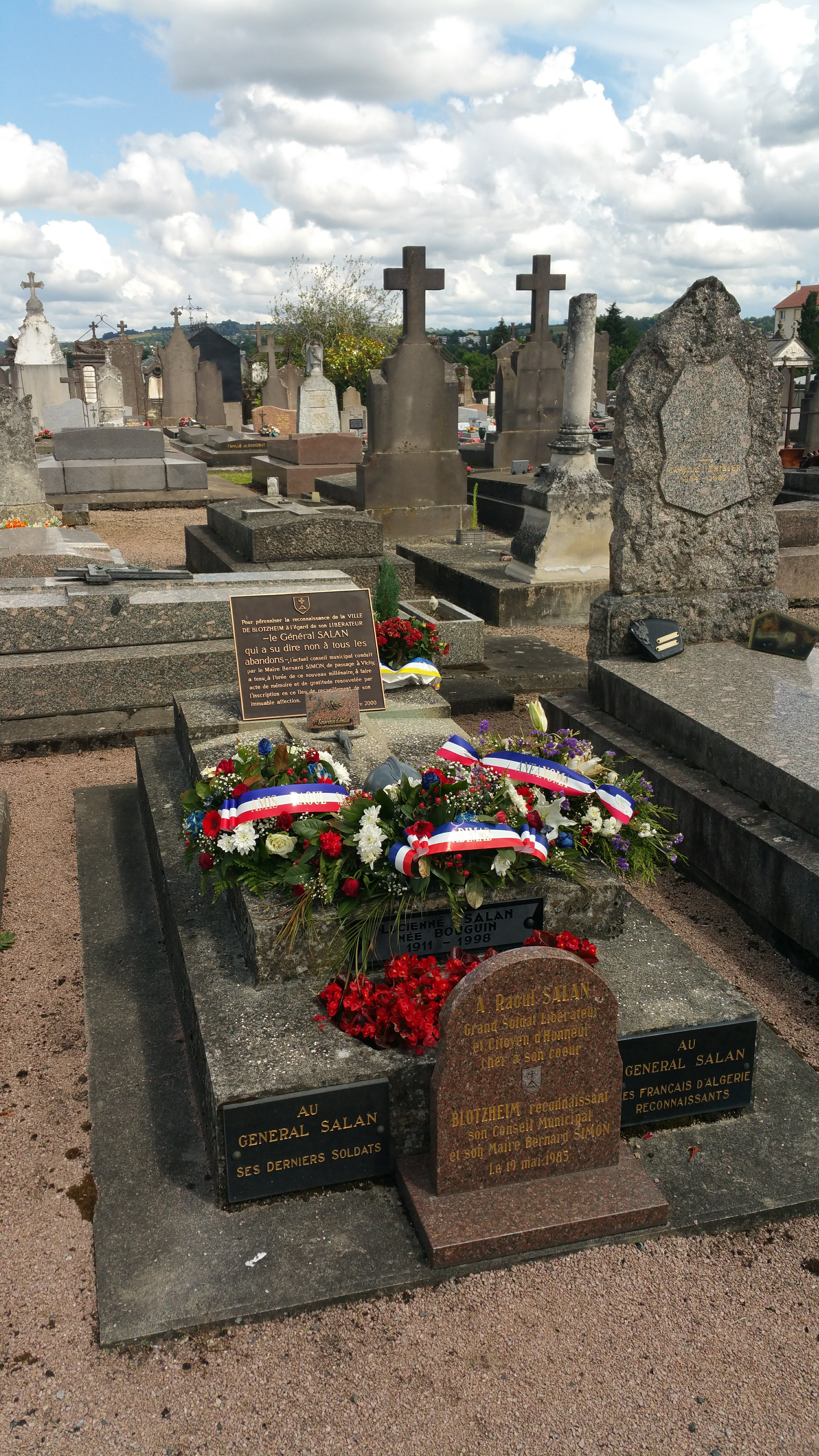
Sépulture au cimetière de Vichy.

Entre 1970 et 1974, il publie ses Mémoires couvrant la période 1918-1960, sous le titre Fin d’un Empire. En 1975, il publie Indochine Rouge, le message d’Hô Chi Minh.
À la suite de l’amnistie votée par le Parlement en 1982, il est réintégré dans ses prérogatives de général d’armée et de grand-croix de la Légion d'honneur.
Malade à partir de mai 1984, il meurt le 3 juillet 1984 à l’hôpital d'instruction des armées du Val-de-Grâce. Il repose au cimetière de Vichy. L'inscription sur sa tombe porte seulement, en plus de son prénom, de son nom et des années de naissance et de mort, la mention : « Soldat de la Grande Guerre ».

### Hommages
Le 4 mars 2001, la ville de Toulon, dirigée par Jean-Marie Le Chevallier, maire issu du Front national, baptise un carrefour Général Raoul Salan - Libérateur de Toulon - le 26 août 1944. En 2005, la municipalité dirigée par Hubert Falco, issu de l'Union pour un mouvement populaire, renomme le carrefour en Colonel Salan - Libération de Toulon - août 1944.
Il existe une avenue du Général-Salan à Marignane (Bouches-du-Rhône), une rue du Général-Salan à Blotzheim (Haut-Rhin) et une rue Colonel-Salan à Solliès-Ville (Var).
Une place du Général-Raoul-Salan a existé à Saint-Seurin-sur-l'Isle (Gironde) entre 2006 et 2020, à l'initiative du maire Marcel Berthomé, vétéran de la Seconde Guerre mondiale et des guerres d'Indochine et d'Algérie. Le 14 octobre 2020, la nouvelle équipe municipale dirigée par son ancienne adjointe Eveline Lavaure-Cardona, SE-DVG, a renommé le lieu Square William-James Jackson, détruisant dans l'élan les deux stèles qui y étaient apposées.
Raoul Salan est nommé caporal-chef d'honneur de la Légion étrangère.

## Distinctions et honneurs

### Décorations françaises

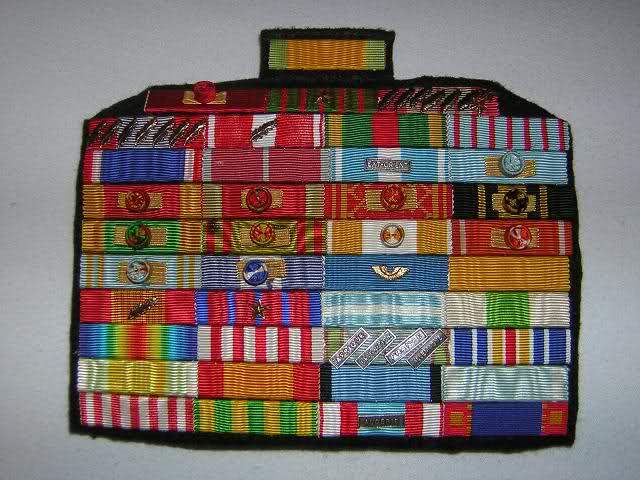
Décorations du Général Raoul Salan.

- Médaille militaire (13 juillet 1958)
- Grand-croix de la Légion d'honneur (28 août 1952)
  -  Grand officier de la Légion d'honneur (27 octobre 1948)
  -  Commandeur de la Légion d'honneur (10 février 1945)
  -  Officier de la Légion d'honneur (21 août 1940)
  -  Chevalier de la Légion d'honneur (10 novembre 1921)

- Croix de guerre 1914–1918 (1 citation)
- Croix de guerre 1939–1945 (8 citations dont 6 à l'ordre de l'armée)
- Croix de guerre des Théâtres d'opérations extérieurs (7 citations à l'ordre de l'armée)
- Croix de la Valeur militaire (1 citation à l'ordre de l'armée)
- Croix du combattant volontaire 1914–1918
- Croix du combattant
- Médaille coloniale agrafe « EXTRÊME-ORIENT »
- Médaille commémorative de la campagne d'Italie (1943–1944)
- Médaille commémorative de la campagne d'Indochine
- Médaille commémorative des opérations de sécurité et de maintien de l'ordre avec agrafe « Algérie »
- Médaille interalliée de la Victoire
- Médaille commémorative de la guerre 1914–1918
- Médaille commémorative française de la guerre 1939–1945 avec agrafes « Afrique », « Italie », « France », « Allemagne »
- Insigne des blessés militaires
- Médaille commémorative de Syrie-Cilicie
- Médaille de l'Aéronautique

### Décorations étrangères

#### Bénin
- Grand-croix de l'Ordre de l'Étoile noire

#### Protectorat français du Cambodge(décoration coloniale)
- Grand-croix de l'Ordre royal du Cambodge ;

- Ordre royal Muniseraphon du Cambodge
- Médaille de la Défense nationale du Cambodge
- Mérite militaire Sena Jay Assed

#### Comores
- Grand-croix de l'Ordre de l'Étoile d'Anjouan (décoration coloniale)

- Grand-croix de l'Ordre de l'Étoile des Comores

#### États-Unis
- Distinguished Service Cross

#### Indochine française(décoration coloniale)
- Grand-croix de l'Ordre du Dragon d'Annam (à titre militaire et aussi à titre civil)

- Ordre du Mérite militaire d'Annam

#### Protectorat français du Laos(décoration coloniale)
- Grand-croix de l'Ordre du Million d’Éléphants et du Parasol blanc
- Ordre du Règne du roi Savang Vatthana

#### Protectorat français au Maroc(décoration coloniale)
- Grand-croix de l'Ordre du Ouissam alaouite

#### Royaume-Uni
- Commandeur honoraire de l'Ordre de l'Empire britannique, à titre militaire

#### Syrie
- Ordre du mérite Syrien

#### Protectorat français de Tunisie(décoration coloniale)
- Grand-croix Ordre du Nichan Iftikhar

#### Viêt Nam
- Grand-croix de l'Ordre du Mérite civil Taï
- Croix de la bravoure vietnamienne 1 citation
- Ordre du Mérite Militaire Thaï (1950-1954)
- Médaille de la campagne du Viêt Nam

## Ouvrages
- Mémoires Fin d’un empire (4 volumes), Éditions Presses de la Cité, 1970-74.
  - Le sens d’un engagement, 1970.
  - Le Viêt-minh mon adversaire, 1971.
  - Algérie française, 1972.
  - L'Algérie de Gaulle et moi, 1974.